# Alichtensia orientalis
Alichtensia orientalis är en insektsart som beskrevs av Fernando Lahille 1924. Alichtensia orientalis ingår i släktet Alichtensia och familjen skålsköldlöss. Inga underarter finns listade i Catalogue of Life.